# Friedrich Wilhelm Brökelmann
Friedrich Wilhelm Brökelmann, né le 10 août 1799 à Dortmund et mort le 31 juillet 1890 à Neheim (Arnsberg), est un entrepreneur allemand.